# Amy Mazur
Amy Gale Mazur (* 5. Mai 1962) ist eine US-amerikanische Politikwissenschaftlerin und Professorin für Politikwissenschaft an der Washington State University und assoziierte Forscherin des Centre d’Etudes Européennes beim Sciences Po in Paris.

## Leben
Mazur besuchte von 1982 bis 1983 die Université de Caen in Frankreich. 1984 erlangte sie den Bachelor of Arts am Colby College. Von 1986 bis 1987 arbeitete sie bei der Fondation Nationale des Sciences Politiques de Paris an ihrer Diplomarbeit. An der New York University erreichte sie 1986 den Master of Arts und 1992 den Doktor der Philosophie in Politik und Französisch. Im Herbst 2001 war sie Professorin für International Feminist Studies an der Ruhr-Universität Bochum. Von 2005 bis 2006 war sie Expertin der United Nations für die gleiche Beteiligung von Männern und Frauen bei Entscheidungsprozessen und Berichterstatterin für den Abschlussbericht. Mazur wurde außerdem von der Europäischen Union, der Weltbank, der Internationalen Arbeitsorganisation und der Obama-Regierung als Wissenschaftlerin angefragt. Sie erhielt Forschungsstipendien von der National Science Foundation, der European Science Foundation, dem französischen Sozialministerium und der nationalen norwegischen Wissenschaftsorganisation. 2009 besuchte sie das Institute for Advanced Study und die University of Warwick. Von 2006 bis 2014 war sie zusammen mit Cornell Clayton Mitherausgeberin der Political Research Quarterly. 2015 war sie Mitglied des Birkbeck Institute for the Humanities.
Mazurs Forschungsschwerpunkt liegt im Bereich vergleichender Feministischer Politik, Frauenpolitische Agenturen/Staatsfeminismus, Umsetzung und Konzeptualisierung feministischer Politik und französischer Politik. Sie ist Vertreterin des Gender Equality Policy in Practice Network (GEPP) und Mitherausgeberin der Zeitschrift für französische Politik. Außerdem ist sie eine der Gründerinnen des Research Network on Gender Politics and the State (RNGS).

## Publikationen

### Bücher
- Gender Bias and the State: Symbolic Reform at Work in Fifth Republic France, Pittsburgh, University of Pittsburgh Press, 1995
- State Feminism, Women’s Movements, and Job Training: Making Democracies Work in the Global Economy New York, Routledge, 2001
- Theorizing Feminist Policy. London, Oxford University Press, 2002
- mit Gary Goertz: Politics, Gender, and Concepts: Theory and Methodology Cambridge University Press, 2008
- mit Dorothy McBride, Joni Lovenduski, Joyce Outshoorn, Birgit Sauer und Marila Guadagnini: The Politics of State Feminism: Innovation in Comparative Research Temple University Press, 2010
- mit Dorothy McBride Stetson: Comparative State Feminism Thousand Oaks, 2015
- mit Robert Elgie und Emiliano Grossman: The Oxford University Press Handbook on French Politics. 2016

### Regierungsberichte
- Equal Participation of Women and Men in Decision-making Processes, with Particular Emphasis on Political Participation and Leadership, United Nations, 2006[4]
- mit Dorothy McBride: Background Paper for WDR12 on Gender Machineries Worldwide World Bank, 2011[5]

## Auszeichnungen
- 1988–1989: Research Fellow, Fondation Nationale des Sciences Politiques, Paris
- 1988–1989: Graduate Research Institute Fellow, Columbia University, Paris
- 1993: Georges Lavau Dissertation Award, Conference Group on French Politics and Society, American Political Science Association
- 1995: Nominierung Marian Smith Faculty Achievement Award, WSU
- 2001: Nominierung Visiting Professorship at the Centre for the Advancement of Women in Politics, Queens University Belfast
- 2003: Nominierung Woman of the Year, Women of Distinction Awards, Washington State University
- 2006 und 2007: Nominierung Outstanding Mentor of the Year Award, Washington State University
- 2011: Outstanding Professional Achievement Award, Midwest Political Science Association, Women’s Caucus for Political Science
- 2011: Excellence in Professional Service Award, College of Liberal Arts, Washington State University
- 2014: Award for Outstanding Achievement in International Teaching, Research and Creative Activities, College of Arts and Sciences, Washington State University